# Рибозим
Рибозимите (името идва от рибонуклеинова киселина + ензим) са ензими, които за разлика от обикновените ензими с белтъчна природа са изградени изцяло от РНК, която е тяхна основна част.
В различни хипотези се предполага, че рибозимите са първите ензими възникнали на Земята.
Те изпълняват своята каталитична функция в клетката подобнно на белтъчните ензими, като проявяват по-малък диапазон на действие спрямо субстратите.